# ZIL-135
Der ZIL-135 (russisch ЗИЛ-135) ist ein schwerer vierachsiger Lastkraftwagen (8×8) aus sowjetisch/russischer Fertigung, der ab 1966 in Serie produziert wurde. Er wurde im Sawod imeni Lichatschowa entwickelt, die Serienfertigung fand jedoch ausschließlich in Brjanski Awtomobilny Sawod in Brjansk statt. Der Lkw fand Verwendung in vielen Ländern, nicht nur innerhalb des ehemaligen Ostblocks.

## Fahrzeuggeschichte

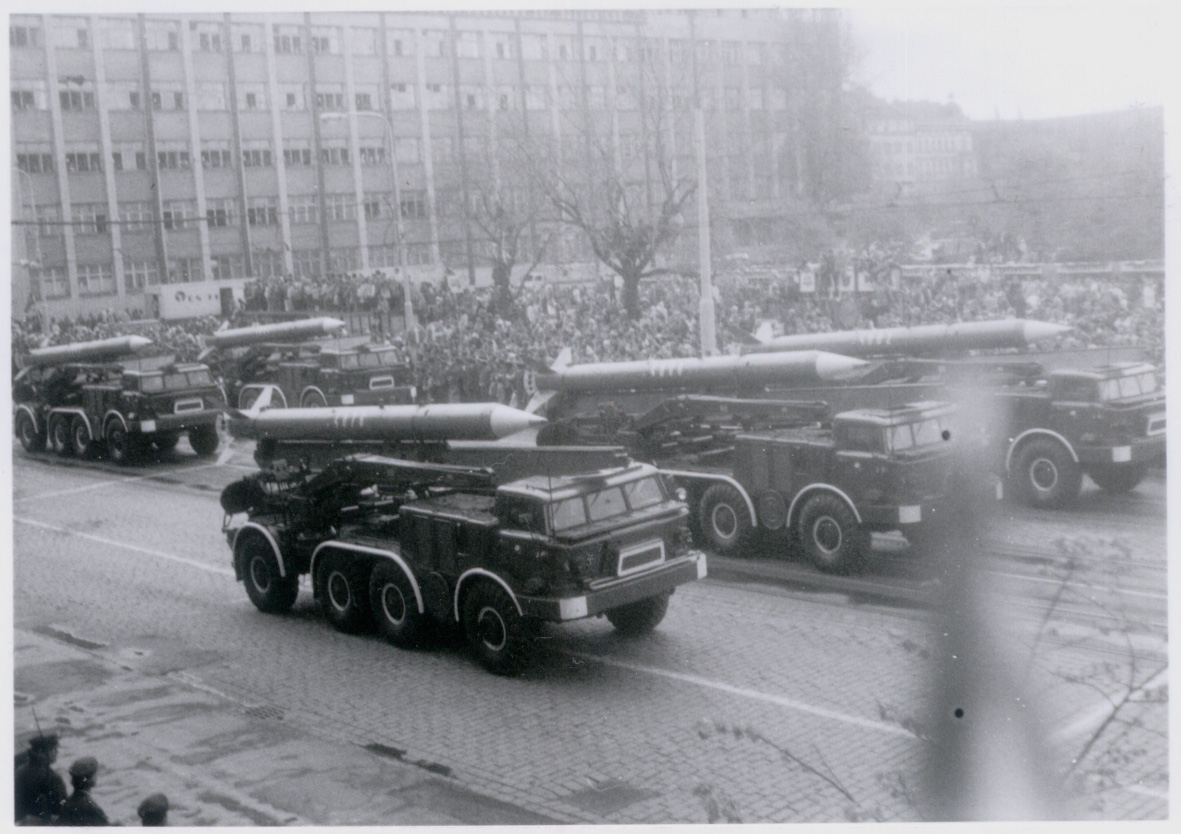
Mehrere ZIL-135 bei einer Militärparade in Prag (1985)

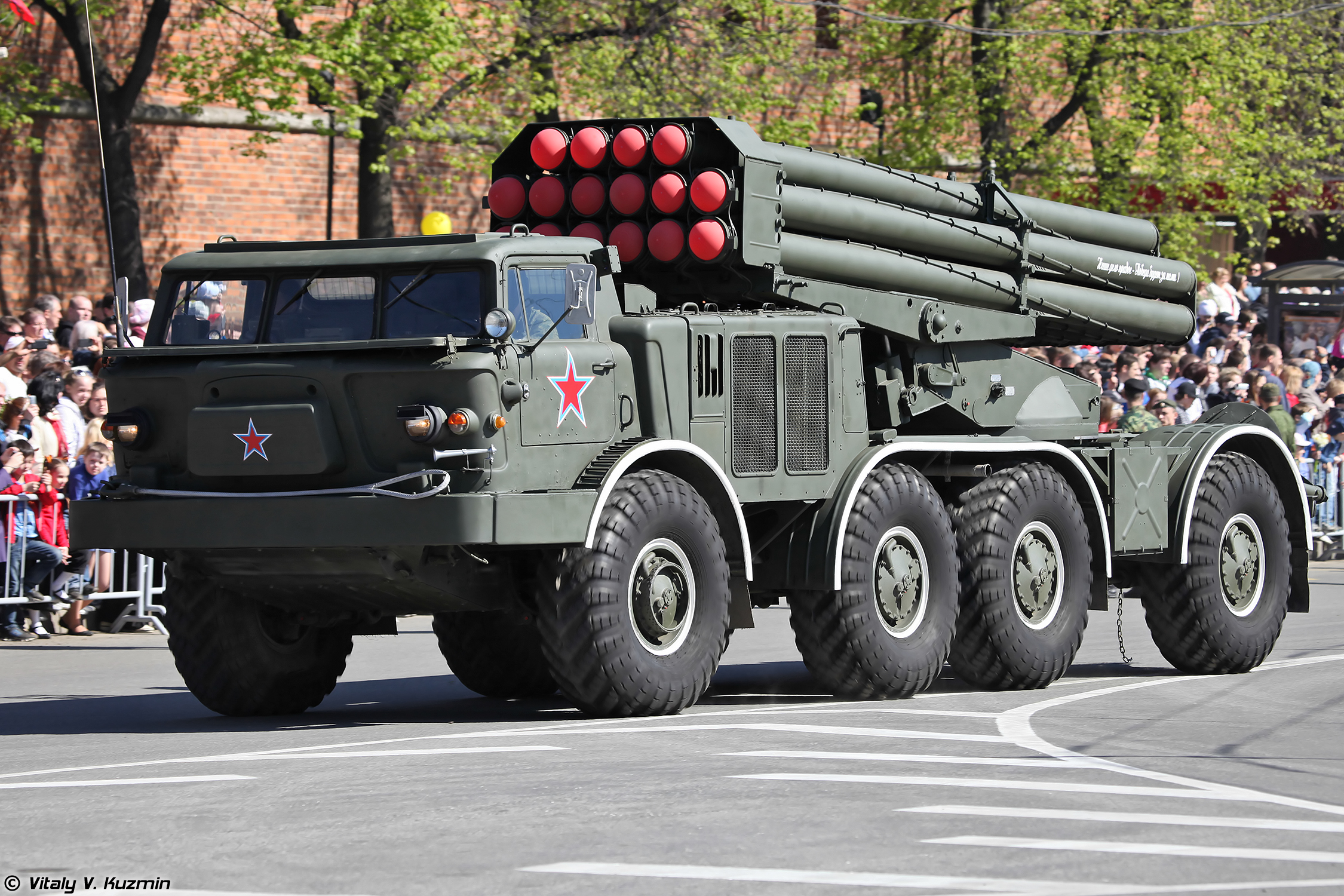
Abschussfahrzeug des gleichen Raketensystems auf einer Militärparade zum Tag des Sieges (2014)

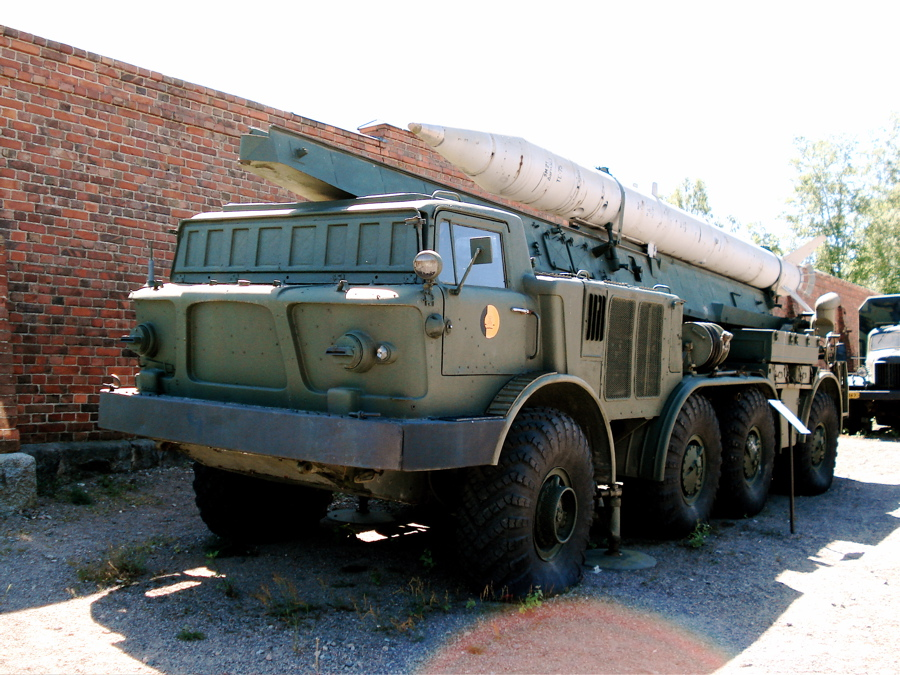
9K52 Luna-M der NVA auf Basis des ZIL-135LM (2006)

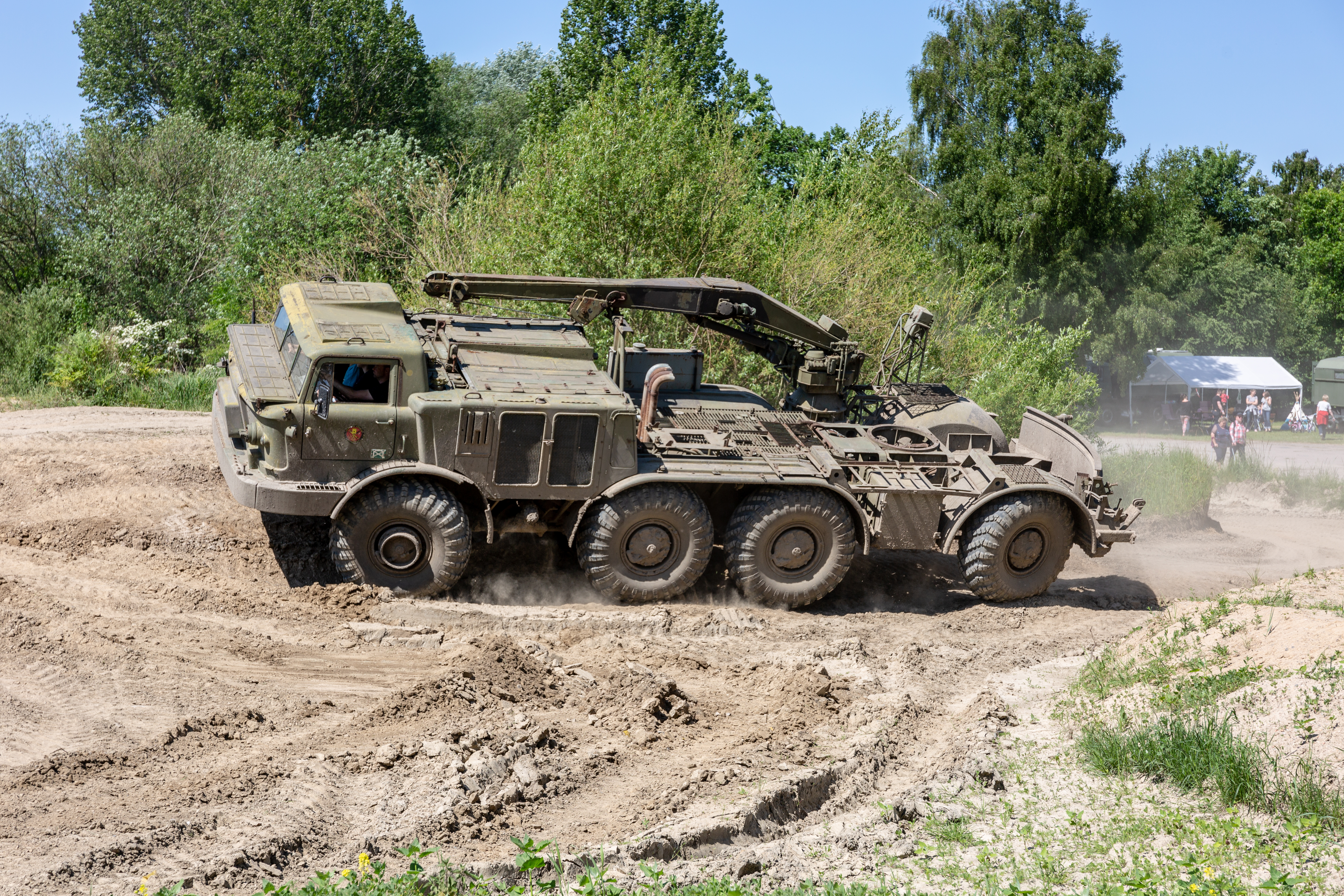
ZIL-135 im Gelände (2018)

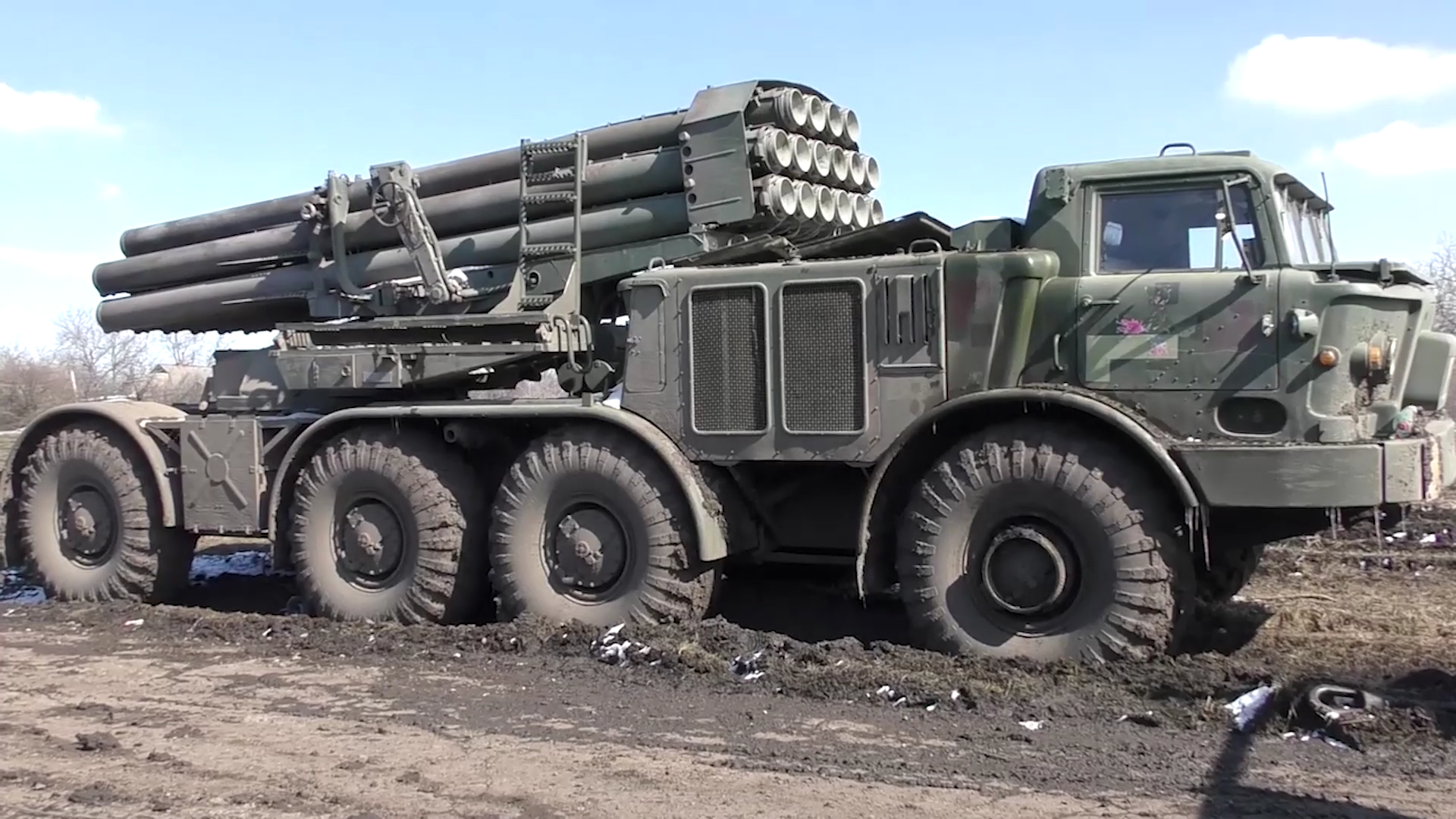
Ukrainischer ZIL-135 während des Russischen Überfalls auf die Ukraine (März 2022)

In den 1950er-Jahren beschloss die Sowjetarmee, neue mobile Raketensysteme in die Armee einzuführen. Dieses Vorhaben erforderte die Entwicklung eines neuen mobilen Raketenstartfahrzeugs, das diesen Anforderungen gerecht werden konnte. Das Ergebnis war der ZIL-135, der die Basis einiger sowjetischer Raketensysteme wie der Raketenkomplex FROG-7 oder das Raketenwerfersystem BM-27 auf dem ZIL-135LM wurde.
Lediglich die Entwicklung und die Fertigung einiger Prototypen wurden bei ZIL realisiert. Die Serienfertigung fand bei der Tochtergesellschaft Brjanski Awtomobilny Sawod, auch BAZ, (russisch Брянский автомоби́льный заво́д) statt. Diese produziert bis heute schwere Lastkraftwagen und Krane sowie militärisches Equipment. 1993 wurde die Produktion eingestellt. In der Literatur wird das Fahrzeug gelegentlich auch als BAZ-135 bezeichnet.
Das Fahrzeug wird von zwei Motoren angetrieben, die es auf bis zu 65 km/h beschleunigen können. Jeweils ein Motor treibt die Räder der rechten und der linken Seite an. Es besitzt acht Räder, wobei die vorderste und die hinterste Achse lenkbar sind. Die Übertragung der Antriebskräfte erfolgt durch zwei identische Schaltgetriebe, zwei Verteilergetriebe, mehrere Kardanwellen, acht Abzweiggetriebe und schließlich acht Außenplanetengetriebe auf die Räder.

## Modellvarianten
Hauptsächlich wurde der ZIL-135 militärisch als Raketenstart-, Transport- und Ladefahrzeug genutzt, so beispielsweise im Zusammenhang mit der sowjetischen ballistischen Boden-Boden-Kurzstreckenrakete FROG oder den Mehrfachraketenwerfersystemen BM-22 und BM-27. Folgende Modellvarianten des Fahrgestells sind bekannt:
- ZIL-135 (9P113): Startgerät für Luna-M-Rakete (1959)
- ZIL-135B: Amphibische Version des ZIL-135 (1959)
- ZIL-135e: Nicht-amphibische Version von ZIL-135B (1960)
- ZIL-135E: Ausgestattet mit einem dieselelektrischen Antrieb (1965)
- ZIL-135K: Startgerät für C-5-Raketen (1961)
- ZIL-135KM: Startgerät für SS-N-3 Shaddock-Rakete (1962, Prototyp von BAZ)
- ZIL-135KP: Lastwagen-Kombination aus drei Fahrzeugen (1969)
- ZIL-135L: Verbesserte Version mit höherer Nutzlast (1961)
- ZIL-135LM: ZIL-135L mit Schaltgetriebe (1964)
- ZIL-135LN: Cab-Chassis basierend auf die Version ZIL-135K
- ZIL-135P: Zweiachsiges militärisches Landungs-Amphibienfahrzeug (1965)
- ZIL-135Sch: Spezialversion mit einem Wenderadius von Null (1967)

In verschiedenen Ausführungen existieren auch zivile Varianten des ZIL-135, so als Pritschen-Lkw (als ZIL-135L4 bezeichnet), als Kranfahrzeug oder als Transportlastwagen für Pipeline-Rohre.

## Technische Daten
Die folgenden Daten beziehen sich auf das Fahrgestell des ZIL-135LM. Sie variieren teilweise in Abhängigkeit von den verwendeten Aufbauten.
- Motor: 2 × V8-Ottomotor
- Motortyp: ZIL-375Ja (russisch: ЗИЛ-375Я), weitgehend identisch mit dem Motor des Ural-375
- Leistung: 2 × 132 kW (180 PS)
- Hubraum: 2 × 6960 cm3 Hubraum
- Bohrung: 108 mm
- Hub: 95 mm
- Verdichtung: 6,5:1
- Drehmoment: 466 Nm bei 2000 min−1
- Verbrauch:
  - Normverbrauch: 88 l/100 km bei konstanten 40…45 km/h auf befestigter Straße
  - Realverbrauch bei Straßenfahrt: 120 l/100 km
  - Realverbrauch bei Geländefahrt: 150 l/100 km
- Reichweite bei Normverbrauch: 570 km
- Getriebe: 2 × mechanisches Fünfganggetriebe mit Rückwärtsgang
- Untersetzungsgetriebe: einstufig, mechanisch
- Höchstgeschwindigkeit: 65 km/h
- Tankinhalt: 300 + 110 l
- Bremse: druckluftgesteuerte, hydraulische Bremsanlage
- Bremsweg aus 30 km/h: 13,5 m
- Bordspannung: 24 V
- Antriebsformel: 8×8

Abmessungen und Gewichte
- Länge: 9270 mm
- Breite: 2800 mm
- Höhe über Kabine: 2530 mm
- Rahmenhöhe (Montagehöhe für Aufbauten): 1000 mm bei voller Nutzlast
- Radstand: 2400 + 1500 + 2400 mm (6300 mm gesamt)
- Spurweite, alle Achsen: 2300 mm
- Bodenfreiheit: 475 mm
- Wendekreis: 25 m
- maximal befahrbare Steigung, trockener Untergrund: 28° bzw. 53 %
- vorderer Böschungswinkel: 35°
- hinterer Böschungswinkel: 40°
- Wattiefe: 1200 mm
- Reifengröße: 16,00-20, Niederdruckreifen
- Leergewicht: 10.500 kg
- Zuladung: 9000 kg
- zulässiges Gesamtgewicht: 20.000 kg